# NGC 3596
NGC 3596は、しし座の中間渦巻銀河。1784年にウィリアム・ハーシェルによって発見された。天球上の赤緯は、しし座θ星より南に位置する。